# Atletismo nos Jogos Pan-Americanos de 1951 - Lançamento de disco masculino
A prova do lançamento de disco masculino nos Jogos Pan-Americanos de 1951 foi realizada em Buenos Aires, Argentina.

## Medalhistas
| Ouro                           | Prata                            | Bronze                    |
| James Fuchs USA Estados Unidos | Richard Doyle USA Estados Unidos | Elbio Porta ARG Argentina |

## Resultados
| Posição           | Nome               | Nacionalidade      | Marca | Notas |
| ----------------- | ------------------ | ------------------ | ----- | ----- |
| Medalha de ouro   | James Fuchs        | USA Estados Unidos | 48.91 |       |
| Medalha de prata  | Richard Doyle      | USA Estados Unidos | 47.28 |       |
| Medalha de bronze | Elbio Porta        | ARG Argentina      | 44.93 |       |
| 4                 | Hernán Haddad      | CHI Chile          | 44.20 |       |
| 5                 | Emilio Malchiodi   | ARG Argentina      | 44.16 |       |
| 6                 | Nadim Marreis      | BRA Brasil         | 43.92 |       |
| 7                 | Karsten Brodersen  | CHI Chile          | 42.20 |       |
| 8                 | Mauricio Rodríguez | VEN Venezuela      | 40.85 |       |